# Gewichtheben bei den Olympischen Spielen
Gewichtheben hatte 1896 in Athen olympische Premiere. Es gab zwei Wettbewerbe (einarmig und beidarmig), aber es gab keine Gewichtsklassen. Bei den nächsten Spielen fehlte Gewichtheben im Programm, aber 1904 in St. Louis war es wieder dabei. Es gab wieder zwei offene Wettbewerbe, aber bei dem einarmigen wurde ein Mehrkampf von zehn Übungen durchgeführt. 1908 und 1912 fehlte Gewichtheben wieder im Programm, aber seit Antwerpen 1920 ist es durchgängig Teil der Spiele. Es wurden Gewichtsklassen eingeführt und bis 1928 in Amsterdam gab es den sog. olympischen Dreikampf, der aus beidseitigen Drücken, Stoßen und Reißen bestand. Seit 2000 in Sydney starten auch Frauen im Gewichtheben bei den Olympischen Spielen.

## Übersicht der Wettbewerbe
| Wettbewerb             | 96 | 00 | 04 | 06 | 08 | 12 | 20 | 24 | 28 | 32 | 36 | 48 | 52 | 56 | 60 | 64 | 68 | 72 | 76 | 80 | 84 | 88 | 92 | 96 | 00 | 04 | 08 | 12 | 16 | 20 | 24 | 28 | 32 | Gesamt |
| ---------------------- | -- | -- | -- | -- | -- | -- | -- | -- | -- | -- | -- | -- | -- | -- | -- | -- | -- | -- | -- | -- | -- | -- | -- | -- | -- | -- | -- | -- | -- | -- | -- | -- | -- | ------ |
| Wettbewerbe für Männer |    |    |    |    |    |    |    |    |    |    |    |    |    |    |    |    |    |    |    |    |    |    |    |    |    |    |    |    |    |    |    |    |    |        |
| Bantamgewicht          |    |    |    |    |    |    |    |    |    |    |    | •  | •  | •  | •  | •  | •  | •  | •  | •  | •  | •  | •  | •  | •  | •  | •  | •  | •  | •  | •  |    |    | 20     |
| Leichtgewicht          |    |    |    |    |    |    | •  | •  | •  | •  | •  | •  | •  | •  | •  | •  | •  | •  | •  | •  | •  | •  | •  | •  | •  | •  | •  | •  | •  | •  | •  |    |    | 25     |
| Halbschwergewicht      |    |    |    |    |    |    | •  | •  | •  | •  | •  | •  | •  | •  | •  | •  | •  | •  | •  | •  | •  | •  | •  | •  | •  | •  | •  | •  | •  | •  | •  |    |    | 25     |
| Schwergewicht          |    |    |    |    |    |    | •  | •  | •  | •  | •  | •  | •  | •  | •  | •  | •  | •  | •  |    |    |    |    |    | •  | •  | •  | •  | •  | •  | •  |    |    | 20     |
| Superschwergewicht     |    |    |    |    |    |    |    |    |    |    |    |    |    |    |    |    |    | •  | •  | •  | •  | •  | •  | •  | •  | •  | •  | •  | •  | •  | •  |    |    | 14     |
| Ehemalige Wettbewerbe  |    |    |    |    |    |    |    |    |    |    |    |    |    |    |    |    |    |    |    |    |    |    |    |    |    |    |    |    |    |    |    |    |    |        |
| Federgewicht           |    |    |    |    |    |    | •  | •  | •  | •  | •  | •  | •  | •  | •  | •  | •  | •  | •  | •  | •  | •  | •  | •  | •  | •  | •  | •  | •  | •  |    |    |    | 24     |
| Mittelgewicht          |    |    |    |    |    |    | •  | •  | •  | •  | •  | •  | •  | •  | •  | •  | •  | •  | •  | •  | •  | •  | •  | •  | •  | •  | •  | •  | •  | •  |    |    |    | 24     |
| Einarmig               | •  |    |    |    |    |    |    |    |    |    |    |    |    |    |    |    |    |    |    |    |    |    |    |    |    |    |    |    |    |    |    |    |    | 1      |
| Einarmiger Mehrkampf   |    |    | •  | •  |    |    |    |    |    |    |    |    |    |    |    |    |    |    |    |    |    |    |    |    |    |    |    |    |    |    |    |    |    | 1      |
| Beidarmig              | •  |    | •  | •  |    |    |    |    |    |    |    |    |    |    |    |    |    |    |    |    |    |    |    |    |    |    |    |    |    |    |    |    |    | 2      |
| Fliegengewicht         |    |    |    |    |    |    |    |    |    |    |    |    |    |    |    |    |    | •  | •  | •  | •  | •  | •  | •  |    |    |    |    |    |    |    |    |    | 7      |
| Mittelschwergewicht    |    |    |    |    |    |    |    |    |    |    |    |    | •  | •  | •  | •  | •  | •  | •  | •  | •  | •  | •  | •  | •  | •  | •  | •  | •  |    |    |    |    | 17     |
| 1. Schwergewicht       |    |    |    |    |    |    |    |    |    |    |    |    |    |    |    |    |    |    |    | •  | •  | •  | •  | •  |    |    |    |    |    |    |    |    |    | 5      |
| 2. Schwergewicht       |    |    |    |    |    |    |    |    |    |    |    |    |    |    |    |    |    |    |    | •  | •  | •  | •  | •  |    |    |    |    |    |    |    |    |    | 5      |
| Wettbewerbe für Frauen |    |    |    |    |    |    |    |    |    |    |    |    |    |    |    |    |    |    |    |    |    |    |    |    |    |    |    |    |    |    |    |    |    |        |
| Bantamgewicht          |    |    |    |    |    |    |    |    |    |    |    |    |    |    |    |    |    |    |    |    |    |    |    |    | •  | •  | •  | •  | •  | •  | •  |    |    | 7      |
| Leichtgewicht          |    |    |    |    |    |    |    |    |    |    |    |    |    |    |    |    |    |    |    |    |    |    |    |    | •  | •  | •  | •  | •  | •  | •  |    |    | 7      |
| Halbschwergewicht      |    |    |    |    |    |    |    |    |    |    |    |    |    |    |    |    |    |    |    |    |    |    |    |    | •  | •  | •  | •  | •  | •  | •  |    |    | 7      |
| Schwergewicht          |    |    |    |    |    |    |    |    |    |    |    |    |    |    |    |    |    |    |    |    |    |    |    |    | •  | •  | •  | •  | •  | •  | •  |    |    | 7      |
| Superschwergewicht     |    |    |    |    |    |    |    |    |    |    |    |    |    |    |    |    |    |    |    |    |    |    |    |    | •  | •  | •  | •  | •  | •  | •  |    |    | 7      |
| Ehemalige Wettbewerbe  |    |    |    |    |    |    |    |    |    |    |    |    |    |    |    |    |    |    |    |    |    |    |    |    |    |    |    |    |    |    |    |    |    |        |
| Federgewicht           |    |    |    |    |    |    |    |    |    |    |    |    |    |    |    |    |    |    |    |    |    |    |    |    | •  | •  | •  | •  | •  | •  |    |    |    | 6      |
| Mittelgewicht          |    |    |    |    |    |    |    |    |    |    |    |    |    |    |    |    |    |    |    |    |    |    |    |    | •  | •  | •  | •  | •  | •  |    |    |    | 6      |
| Anzahl der Wettbewerbe | 2  |    | 2  | 2  |    |    | 5  | 5  | 5  | 5  | 5  | 6  | 7  | 7  | 7  | 7  | 7  | 9  | 9  | 10 | 10 | 10 | 10 | 10 | 15 | 15 | 15 | 15 | 15 | 14 | 10 |    |    | 237    |

## Medaillenspiegel (Nationenwertung)
Hauptartikel: Liste der Olympiasieger im Gewichtheben#Nationenwertung

## Gewichtsklassen

### Männer
| Einteilung der Gewichtsklassen bei den Olympischen Spielen | Einteilung der Gewichtsklassen bei den Olympischen Spielen | Einteilung der Gewichtsklassen bei den Olympischen Spielen | Einteilung der Gewichtsklassen bei den Olympischen Spielen | Einteilung der Gewichtsklassen bei den Olympischen Spielen | Einteilung der Gewichtsklassen bei den Olympischen Spielen | Einteilung der Gewichtsklassen bei den Olympischen Spielen | Einteilung der Gewichtsklassen bei den Olympischen Spielen | Einteilung der Gewichtsklassen bei den Olympischen Spielen |
| 1920–1936                                                  | 1948                                                       | 1952–1968                                                  | 1972–1976                                                  | 1980–1992                                                  | 1996                                                       | 2000–2016                                                  | 2020                                                       | 2024                                                       |
| ---------------------------------------------------------- | ---------------------------------------------------------- | ---------------------------------------------------------- | ---------------------------------------------------------- | ---------------------------------------------------------- | ---------------------------------------------------------- | ---------------------------------------------------------- | ---------------------------------------------------------- | ---------------------------------------------------------- |
| Schwergewicht +82,5 kg                                     | Schwergewicht +82,5 kg                                     | Schwergewicht +90 kg                                       | Superschwergewicht +110 kg                                 | Superschwergewicht +110 kg                                 | Superschwergewicht +108 kg                                 | Superschwergewicht +105 kg                                 | Superschwergewicht +109 kg                                 | Superschwergewicht +102 kg                                 |
| Schwergewicht +82,5 kg                                     | Schwergewicht +82,5 kg                                     | Schwergewicht +90 kg                                       | Schwergewicht 90–110 kg                                    | 2. Schwergewicht 100–110 kg                                | 2. Schwergewicht 99–108 kg                                 | Schwergewicht 94–105 kg                                    | Schwergewicht 97–109 kg                                    | Schwergewicht 89–102 kg                                    |
| Schwergewicht +82,5 kg                                     | Schwergewicht +82,5 kg                                     | Schwergewicht +90 kg                                       | Schwergewicht 90–110 kg                                    | 1. Schwergewicht 90–100 kg                                 | 1. Schwergewicht 91–99 kg                                  | Schwergewicht 94–105 kg                                    | Schwergewicht 97–109 kg                                    | Schwergewicht 89–102 kg                                    |
| Schwergewicht +82,5 kg                                     | Schwergewicht +82,5 kg                                     | Mittelschwergewicht 82.5–90 kg                             | Mittelschwergewicht 82.5–90 kg                             | Mittelschwergewicht 82.5–90 kg                             | Mittelschwergewicht 83–91 kg                               | Mittelschwergewicht 85–94 kg                               | Halbschwergewicht 82–97                                    | Halbschwergewicht 73–89                                    |
| Halbschwergewicht 75–82,5 kg                               | Halbschwergewicht 75–82,5 kg                               | Halbschwergewicht 75–82,5 kg                               | Halbschwergewicht 75–82,5 kg                               | Halbschwergewicht 75–82,5 kg                               | Halbschwergewicht 76–83 kg                                 | Halbschwergewicht 77–85 kg                                 | Halbschwergewicht 82–97                                    | Halbschwergewicht 73–89                                    |
| Mittelgewicht 67.5–75 kg                                   | Mittelgewicht 67.5–75 kg                                   | Mittelgewicht 67.5–75 kg                                   | Mittelgewicht 67.5–75 kg                                   | Mittelgewicht 67.5–75 kg                                   | Mittelgewicht 70–76 kg                                     | Mittelgewicht 69–77 kg                                     | Mittelgewicht 74–82 kg                                     | Halbschwergewicht 73–89                                    |
| Leichtgewicht 60–67,5 kg                                   | Leichtgewicht 60–67,5 kg                                   | Leichtgewicht 60–67,5 kg                                   | Leichtgewicht 60–67,5 kg                                   | Leichtgewicht 60–67,5 kg                                   | Leichtgewicht 64–70 kg                                     | Leichtgewicht 62–69 kg                                     | Leichtgewicht 68–74 kg                                     | Leichtgewicht 61–73 kg                                     |
| Federgewicht -60 kg                                        | Federgewicht 56–60 kg                                      | Federgewicht 56–60 kg                                      | Federgewicht 56–60 kg                                      | Federgewicht 56–60 kg                                      | Federgewicht 59–64 kg                                      | Federgewicht 56–62 kg                                      | Federgewicht 61–68 kg                                      | Leichtgewicht 61–73 kg                                     |
| Federgewicht -60 kg                                        | Bantamgewicht -56 kg                                       | Bantamgewicht -56 kg                                       | Bantamgewicht 52–56 kg                                     | Bantamgewicht 52–56 kg                                     | Bantamgewicht 54–59 kg                                     | Bantamgewicht -56 kg                                       | Bantamgewicht -61 kg                                       | Bantamgewicht -61 kg                                       |
| Federgewicht -60 kg                                        | Bantamgewicht -56 kg                                       | Bantamgewicht -56 kg                                       | Fliegengewicht -52 kg                                      | Fliegengewicht -52 kg                                      | Fliegengewicht -54 kg                                      | Bantamgewicht -56 kg                                       | Bantamgewicht -61 kg                                       | Bantamgewicht -61 kg                                       |
| 5                                                          | 6                                                          | 7                                                          | 9                                                          | 10                                                         | 10                                                         | 8                                                          | 7                                                          | 5                                                          |

### Frauen
| Einteilung der Gewichtsklassen bei den Olympischen Spielen | Einteilung der Gewichtsklassen bei den Olympischen Spielen | Einteilung der Gewichtsklassen bei den Olympischen Spielen |
| 2000–2016                                                  | 2020                                                       | 2024                                                       |
| ---------------------------------------------------------- | ---------------------------------------------------------- | ---------------------------------------------------------- |
| Superschwergewicht +75 kg                                  | Superschwergewicht +87 kg                                  | Superschwergewicht +81 kg                                  |
| Schwergewicht 69–75 kg                                     | Schwergewicht 76–87 kg                                     | Schwergewicht 71–81 kg                                     |
| Halbschwergewicht 63–69 kg                                 | Halbschwergewicht 64–76 kg                                 | Halbschwergewicht 59–71 kg                                 |
| Mittelgewicht 58–63 kg                                     | Mittelgewicht 59–64 kg                                     | Halbschwergewicht 59–71 kg                                 |
| Leichtgewicht 53–58 kg                                     | Leichtgewicht 55–59 kg                                     | Leichtgewicht 49–59 kg                                     |
| Federgewicht 48–53 kg                                      | Federgewicht 49–55 kg                                      | Leichtgewicht 49–59 kg                                     |
| Bantamgewicht –48 kg                                       | Bantamgewicht –49 kg                                       | Bantamgewicht –49 kg                                       |
| 7                                                          | 7                                                          | 5                                                          |

## Ewiger Medaillenspiegel
Stand: 2024
| Rang | Land                                                            | Goldmedaille | Silbermedaille | Bronzemedaille | Gesamt      |
| ---- | --------------------------------------------------------------- | ------------ | -------------- | -------------- | ----------- |
| 1    | Russische Föderation (davon Sowjetunion) (davon Vereintes Team) | 48 (39) (5)  | 32 (21) (4)    | 8 (2) (–)      | 88 (62) (9) |
| 2    | China                                                           | 43           | 16             | 8              | 67          |
| 3    | Vereinigte Staaten                                              | 17           | 17             | 12             | 46          |
| 4    | / Bulgarien                                                     | 13           | 17             | 9              | 39          |
| 5    | / Deutschland (davon DDR) (davon BR Deutschland)                | 9 (1) (2)    | 13 (4) (2)     | 18 (6) (3)     | 40 (11) (7) |
| 6    | / Iran                                                          | 9            | 6              | 5              | 20          |
| 7    | Frankreich                                                      | 9            | 3              | 3              | 15          |
| 8    | Türkei                                                          | 8            | 1              | 2              | 11          |
| 9    | Polen                                                           | 6            | 6              | 21             | 33          |
| 10   | / Griechenland                                                  | 6            | 5              | 5              | 16          |
| 11   | Nordkorea                                                       | 5            | 8              | 5              | 18          |
| 12   | / Italien                                                       | 5            | 5              | 8              | 18          |
| 13   | Thailand                                                        | 5            | 4              | 8              | 17          |
| 14   | / Ägypten                                                       | 5            | 4              | 6              | 15          |
| 15   | Chinesisch Taipeh                                               | 4            | 2              | 5              | 11          |
| 16   | / Georgien                                                      | 4            | 1              | 3              | 8           |
| 17   | Südkorea                                                        | 3            | 7              | 7              | 17          |
| 18   | Österreich                                                      | 3            | 3              | 2              | 8           |
| 19   | Tschechoslowakei                                                | 3            | 2              | 3              | 8           |
| 20   | / Ungarn                                                        | 2            | 9              | 9              | 20          |
| 21   | / Rumänien                                                      | 2            | 8              | 3              | 13          |
| 22   | Kolumbien                                                       | 2            | 6              | 3              | 11          |
| 23   | Japan                                                           | 2            | 3              | 10             | 15          |
| 24   | / Kanada                                                        | 2            | 3              | 1              | 6           |
| 25   | Kuba                                                            | 2            | 1              | 6              | 9           |
| 26   | Ukraine                                                         | 2            | 1              | 2              | 5           |
| 27   | Usbekistan                                                      | 2            | 1              | 1              | 4           |
| 31   | Norwegen                                                        | 2            | –              | –              | 2           |
| 32   | Indonesien                                                      | 1            | 7              | 8              | 16          |
| 34   | Kasachstan                                                      | 1            | 4              | 5              | 10          |
| 35   | Großbritannien                                                  | 1            | 4              | 4              | 9           |
| 36   | Belarus                                                         | 1            | 4              | 3              | 8           |
| 37   | Estland                                                         | 1            | 3              | 3              | 7           |
| 38   | Belgien                                                         | 1            | 2              | 1              | 4           |
| 39   | Dänemark                                                        | 1            | 2              | –              | 3           |
| 40   | Australien                                                      | 1            | 1              | 2              | 4           |
|      | Ecuador                                                         | 1            | 1              | 2              | 4           |
| 42   | Spanien                                                         | 1            | 1              | 1              | 3           |
| 43   | Philippinen                                                     | 1            | 1              | –              | 2           |
| 44   | Mexiko                                                          | 1            | –              | 3              | 4           |
| 45   | Finnland                                                        | 1            | –              | 2              | 3           |
| 46   | Kroatien                                                        | 1            | –              | 1              | 2           |
|      | Katar                                                           | 1            | –              | 1              | 2           |
| 48   | Armenien                                                        | –            | 5              | 2              | 7           |
| 49   | Schweiz                                                         | –            | 2              | 2              | 4           |
| 50   | / Venezuela                                                     | –            | 2              | 1              | 3           |
| 51   | Lettland                                                        | –            | 1              | 2              | 3           |
|      | Trinidad und Tobago                                             | –            | 1              | 2              | 3           |
| 53   | Argentinien                                                     | –            | 1              | 1              | 2           |
|      | Dominikanische Republik                                         | –            | 1              | 1              | 2           |
|      | Indien                                                          | –            | 1              | 1              | 2           |
|      | Nigeria                                                         | –            | 1              | 1              | 2           |
|      | Vietnam                                                         | –            | 1              | 1              | 2           |
| 58   | Libanon                                                         | –            | 1              | –              | 1           |
|      | Luxemburg                                                       | –            | 1              | –              | 1           |
|      | Samoa                                                           | –            | 1              | –              | 1           |
|      | Singapur                                                        | –            | 1              | –              | 1           |
|      | Turkmenistan                                                    | –            | 1              | –              | 1           |
| 63   | Schweden                                                        | –            | –              | 4              | 4           |
| 64   | Niederlande                                                     | –            | –              | 3              | 3           |
| 65   | Bahrain                                                         | –            | –              | 1              | 1           |
|      | Irak                                                            | –            | –              | 1              | 1           |
|      | Kamerun                                                         | –            | –              | 1              | 1           |
|      | Litauen                                                         | –            | –              | 1              | 1           |
|      | Syrien                                                          | –            | –              | 1              | 1           |
|      | Individuelle Neutrale Athleten                                  | –            | –              | 1              | 1           |